# Wiły (rejon janowski)
Wiły (biał. Вілы, Wiły; ros. Вилы, Wiły) – wieś na Białorusi, w obwodzie brzeskim, w rejonie janowskim, w sielsowiecie Mołodów.

## Historia
W XIX i w początkach XX w. uroczysko osiadłe położone w Rosji, w guberni mińskiej, w powiecie pińskim, w gminie Porzecze.
W dwudziestoleciu międzywojennym wieś leżąca w Polsce, w województwie poleskim, w powiecie pińskim, w gminie Porzecze. W 1921 miejscowość liczyła 56 mieszkańców, zamieszkałych w 10 budynkach. Wszyscy oni byli Białorusinami wyznania prawosławnego.
Po II wojnie światowej w granicach Związku Sowieckiego. Od 1991 w niepodległej Białorusi.